# David Copperfield (iluzjonista)
David Copperfield (ur. 16 września 1956 jako David Seth Kotkin) – amerykański iluzjonista, najlepiej znany ze swoich widowiskowych pokazów połączonych z opowieściami.
Specjalizuje się w tak zwanej „Wielkiej Iluzji”. Jego najsłynniejsze sztuczki to spowodowanie zniknięcia Statuy Wolności, Boeinga, Orient Expresu, Tornado Ognia oraz przeniknięcie przez Wielki Mur Chiński.

## Życiorys

### Młodość
David Copperfield urodził się w Metuchen w stanie New Jersey, jako jedyny syn żydowskich imigrantów. Jego matka Rebecca pochodziła z Jerozolimy, rodzice jego ojca Hymana byli żydowskimi imigrantami z Ukrainy (wówczas ZSRR). Matka zajmowała się ubezpieczeniami, a ojciec był właścicielem sklepu z konfekcją męską.
Kiedy miał 10 lat, wybrał się w Nowym Jorku do sklepu z magicznymi akcesoriami, gdzie chciał kupić marionetkę, żeby zostać brzuchomówcą. Jednak zachwycony różnorodnością i bogactwem niezwykłych rekwizytów postanowił zostać iluzjonistą. Od tego momentu czytał każdą książkę na temat magii i chodził na wszystkie występy magików. Mając dwanaście lat, zaczął dawać profesjonalne pokazy iluzjonistyczne, biorąc pięć dolarów za występ. Początkowo występował pod pseudonimem Davino, ale kiedy spotkał się na zjeździe iluzjonistów z nowojorskim dziennikarzem Barrym Cunninghamem, ten zasugerował mu, aby przybrał nazwisko jednego z bohaterów powieści Charlesa Dickensa David Copperfield.
W 1968 r. został najmłodszym członkiem Stowarzyszenia Amerykańskich Iluzjonistów, a w wieku szesnastu lat prowadził kursy magii dla studentów z Uniwersytetu Nowojorskiego. Pomimo wrodzonego talentu młody Copperfield był nieśmiałym samotnikiem, który widział w magii szansę na dopasowanie się do otoczenia, a później na podrywanie dziewczyn. Jako nastolatek fascynował się Broadwayem, więc często w przerwach między swoimi występami zakradał się do teatrów, by podglądać artystów przy pracy.

### Kariera

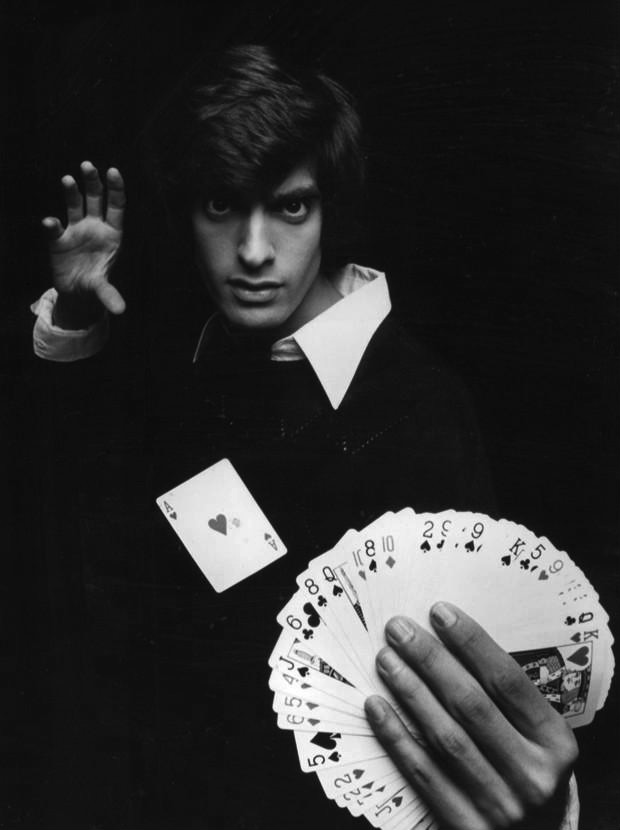
David Copperfield w 1977 roku

W wieku osiemnastu lat rozpoczął naukę na Uniwersytecie Fordham, jednak zakończył ją już po trzech tygodniach, gdyż chciał całkowicie poświęcić się występom. W tym samym czasie otrzymał rolę w chicagowskim musicalu The Magic Man, w którym nie tylko wykonywał magiczne sztuczki, ale także śpiewał i tańczył. Występy w tym przedstawieniu rozbudziły w nim zamiłowanie do teatralnego stylu przedstawiania iluzji.
Kariera Copperfielda nabrała rozpędu w 1977 r., kiedy to został odkryty przez Josepha Catesa, producenta telewizyjnego, który obsadził go w widowisku rewiowym telewizji ABC, The Magic of ABC. Program, dzięki któremu mógł w końcu pokazać się szerokiej publiczności, okazał się punktem zwrotnym w jego karierze. Wtedy też zaczął dodawać do swoich pokazów muzykę rockową, która do dziś jest integralną częścią jego występów. W 1978 r. podpisał z telewizją CBS kontrakt na stworzenie specjalnego programu telewizyjnego pt. „Magia Davida Copperfielda”. Ponieważ show okazał się sukcesem postanowiono nakręcić kolejne. Łącznie między 1978 a 2001 rokiem powstało ich dwadzieścia. To w nich Copperfield zaprezentował swoje najsłynniejsze iluzje, takie jak: zniknięcie Statuy Wolności, lewitację nad Wielkim Kanionem czy przeniknięcie przez Wielki Mur Chiński.
W 1982 r. założył Project Magic, program rehabilitacyjny pomagający niepełnosprawnym w odzyskiwaniu sprawności i koordynacji ruchowej. Iluzjoniści i terapeuci uczą pacjentów szpitali magicznych sztuczek, dzięki czemu magia pełni rolę fizjoterapii. Program został pozytywnie przyjęty przez Amerykańskie Stowarzyszenie Terapeutyczne i na stałe wprowadzony do ponad 1100 szpitali w 30 krajach świata.
W 1996 r. razem z Deanem Koontzem, Joyce Carol Oates, Rayem Bradburym i innymi stworzył książkę opowiadającą o świecie magii i iluzji pt. David Copperfield’s Tales of the Impossible. Jej drugi tom, David Copperfield: Poza wyobraźnią został opublikowany w 1997 r.
W 2009 r. ujawnił, że wśród nowych iluzji, które planuje zrobić będzie wyprostowanie Krzywej Wieży w Pizie, nałożenie twarzy kobiety na Mount Rushmore i zniknięcie księżyca.

## Sprawy sądowe
11 lipca 1994 r. Copperfield pozwał do sądu magika i pisarza Herberta L. Beckera, by zapobiec publikacji jego książki ujawniającej sekrety iluzjonistów. Becker wygrał sprawę, ale książka została wydana bez ujawniania sekretów Copperfielda, dzięki dyskretnemu porozumieniu zawartemu przez obu magików. Uznano, że opis metod Copperfielda był niedokładny, więc wydawca usunął sekcję z jego sztuczkami przed wydaniem książki.
W 1997 r. wspólnie z Claudią Schiffer pozwał magazyn Paris Match, żądając 30 milionów dolarów odszkodowania za stwierdzenie, że ich związek jest tylko chwytem reklamowym, a on płaci modelce za udawanie narzeczonej. W 1999 r. sąd zdecydował, że magazyn musi wycofać swoje twierdzenia i wypłacić nieujawnioną sumę pieniędzy. Świadkiem, który potwierdził autentyczność ich związku, był Herbert L. Becker, którego Copperfield poprosił o zeznania w tej sprawie.
25 sierpnia 2000 r. bezskutecznie pozwał przedsiębiorstwo ubezpieczeniowe Fireman’s Fund Insurance Company, które odmówiło zapłacenia 506 343 dolarów odszkodowania za zarekwirowany w Rosji sprzęt iluzjonisty.
W 2004 r. były właściciel wysp Musha Cay, John Melk zarzucił Copperfieldowi oszustwo przy ich zakupie, utrzymując, że magik w trakcie ich nabywania celowo ukrywał swoją tożsamość. Copperfield oświadczył, że Melk zgodził się sprzedać wyspy jego przedsiębiorstwu Imagine Nation Company, a umowę zawarł przez stronę trzecią, ponieważ obawiał się, że Melk będzie usiłował wykorzystać jego sławę i zażąda nierealnej ceny. Sprawa została zakończona w 2006 r., jednak jej rozstrzygnięcie nie zostało ujawnione.
6 listopada 2007 r. spółki Viva Art International Ltd i Maz Concerts Inc. zażądały od Copperfielda zapłaty ponad dwóch milionów dolarów odszkodowania za złamanie kontraktu. Zgodnie z umową iluzjonista miał dać dziesięć występów w Zjednoczonych Emiratach Arabskich oraz trzydzieści osiem w Tajlandii, Indonezji, Malezji i Singapurze, ale się z nich wycofał. Copperfield tłumaczył, że odwołał pokazy, gdyż nie chciał być przesłuchiwany przez dziennikarzy w toczącej się wówczas sprawie z Lacey L. Carroll. Z kolei jego adwokat dodał, że tournée nie odbyło się także z powodu uchybień w kontraktach organizatorów. Spór trwał dwa lata i został rozstrzygnięty w lipcu 2009 r.

## Życie prywatne
W 1993 r. podczas gali w Berlinie Copperfield poznał supermodelkę Claudię Schiffer. Przez sześć lat byli parą, a przez trzy miesiące narzeczeństwem, jednak w 1999 r. ostatecznie się rozeszli. W okresie, gdy byli razem, Schiffer czasami pojawiała się na scenie jako specjalna asystentka w wybranych iluzjach np. Przepiłowanie kobiety na pół. Wystąpiła też w specjalnym programie telewizyjnym David Copperfield: 15 Years of Magic. W 1997 r. pojawiły się pogłoski, że ich związek jest jedynie chwytem reklamowym, który ma spopularyzować Copperfielda w Europie, a Schiffer otrzymuje pieniądze za udawanie narzeczonej.
W kwietniu 2006 r. po występie w West Palm Beach na Florydzie Copperfield i jego dwie asystentki zostali napadnięci przez złodziei. Rabusie zabrali kobietom pieniądze, paszporty i telefony komórkowe. Według policyjnego raportu Copperfield nic nie stracił, gdyż – jak zeznał – użył swoich zręcznych dłoni do ukrycia wartościowych rzeczy. Jedna z asystentek zapisała numery rejestracyjne samochodu złodziei, dzięki czemu zostali oni później ujęci, aresztowani i skazani.

### Międzynarodowe Muzeum i Biblioteka Sztuk Magicznych
W 1991 r. Copperfield za ponad dwa miliony dolarów kupił na aukcji Bibliotekę Sztuk Czarnoksięskich i Pokrewnych Mullhollanda, w skład której wchodzi 80 000 woluminów. W tej niezwykłej kolekcji znalazło się też piętnaście tysięcy ksiąg dotyczących magii, pamiętniki Houdiniego czy niezwykle rzadkie egzemplarze pierwszych ksiąg magicznych. Wkrótce potem kolekcja Copperfielda wzbogaciła się o nowe księgi, rekwizyty i artefakty związane z magią. W ten sposób powstało Muzeum i Biblioteka Sztuk Magicznych, które dziś jest największym na świecie zbiorem tego typu. Na część biblioteczną składają się książki i woluminy zapisane w ponad dwudziestu językach (niektóre z nich pochodzą nawet z XVI wieku). Z kolei wśród magicznych rekwizytów znajduje się m.in. kufer Houdiniego z jego słynnej sztuki Metamorphosis, latająca kula Okita, gabinet duchów Dante’a, czy karabin Chung Ling Soo (przypuszczalnie ten sam, przez który zginął wykonując swój słynny numer z chwytaniem kul karabinowych). W muzeum znajdują się też tysiące rysunków, fotografii, afiszów, druków i listów oraz setki przedmiotów należących do znanych iluzjonistów. Na ścianach z kolei znajdują się litografie przedstawiające mistrzów iluzji w czasie wykonywania swoich sztuczek.
Muzeum mieści się w Las Vegas i nie jest dostępne dla publiczności, mogą je oglądać jedynie historycy, znajomi Copperfielda, magicy i poważni kolekcjonerzy. Wejście do niego prowadzi przez sekretne drzwi, ukryte w siedzibie iluzjonisty.

### Restauracja „Magic Underground”
Pod koniec lat 90. pojawił się pomysł stworzenia restauracji David Copperfield’s Magic Underground nawiązujących do działalności Copperfielda. Na Hollywood Boulevard pojawiły się reklamy promujące jej rychłe otwarcie. Miała ona też powstać na Times Square w Nowym Jorku, a w dalszej przyszłości także w Disneylandzie w Anaheim, jak również w Paryżu i Tokio. Restauracje miały zawierać magiczne rekwizyty, a wokół stołów mieli chodzić magicy wykonujący różne sztuczki. Restauracja na Times Square była w 85 procentach gotowa, ale spory pomiędzy zespołem wykonawczym a finansowym i ogromne koszty inwestycji spowodowały wycofanie się z niej inwestorów i cały projekt odwołano. Sam Copperfield nie był inwestorem, ale inni stracili na tej inwestycji trzydzieści cztery miliony dolarów, a podwykonawcy piętnaście milionów.

## Zarobki
Według magazynu Forbes w 2001 r. zarobki Copperfielda wyniosły 60 milionów dolarów, co uplasowało go na piątym miejscu najlepiej opłacanych gwiazd na świecie. W 2003 r. zarobił 55 milionów dolarów i znalazł się na dziesiątym miejscu. W 2004 i 2005 zarobił 57 milionów, a w 2009 r. trzydzieści milionów. Jego łączny majątek szacuje się na trzy miliardy dolarów.

## Wybrane osiągnięcia i wyróżnienia
- Stowarzyszenie Amerykańskich Iluzjonistów nazwało go „Iluzjonistą stulecia” i „Królem Magii”[14].
- 38 razy był nominowany do Nagrody Emmy z czego dwadzieścia jeden wygrał.
- Biblioteka Kongresu nazwała go „Żywą Legendą”[15].
- Jest pierwszym żyjącym magikiem, który ma własną gwiazdę w Hollywoodzkiej Alei Sław.
- Rząd francuski nadał mu tytuł szlachecki, dzięki czemu stał się pierwszym magikiem, który otrzymał to wyróżnienie.
- W 1980 i 1987 roku Akademia Sztuk Magicznych okrzyknęła go „Magikiem Roku”.
- W 2009 roku magazyn Forbes umieścił Copperfielda na 80. miejscu najbardziej wpływowych celebrytów świata.
- W ciągu trzydziestu lat swojej kariery Copperfield ustanowił jedenaście rekordów Guinnessa.